# Lagoa de Pedras
Lagoa de Pedras är en kommun i Brasilien.   Den ligger i delstaten Rio Grande do Norte, i den östra delen av landet, 1 700 km nordost om huvudstaden Brasília. Antalet invånare är 6 992.
Omgivningarna runt Lagoa de Pedras är huvudsakligen savann. Runt Lagoa de Pedras är det ganska tätbefolkat, med 90 invånare per kvadratkilometer.